# Slag bij Milliken's Bend
De Slag bij Milliken's Bend vond plaats op 7 juni 1863 tijdens de Amerikaanse Burgeroorlog. Deze slag maakt deel uit van de Vicksburg-veldtocht.

## Achtergrond
De Zuidelijke president Jefferson Davis stond onder zware politieke druk om het Beleg van Vicksburg te doorbreken. Uit recente informatie bleek dat de aanvoerlijnen van Grants leger op de westelijke oever van de Mississippi kwetsbaar waren. Daarom gaf Davis instructies aan luitenant-generaal Edmund Kirby Smith, bevelhebber van de Trans-Mississippi Department, om troepen uit te steuren om de vijandelijke aanvoerlijnen te vernietigen. Wat Smith of Davis niet wisten was dat hun informatie niet correct was. Grant had ondertussen zijn aanvoerlijnen verlegd naar de andere oever van de Mississippi om het te beschermen tegen eventuele Zuidelijke aanvallen.
Smith gaf het bevel aan generaal-majoor Richard Taylor om een aanval uit te voeren op de vijandelijke aanvoerlijnen. Smith detacheerde generaal-majoor John George Walkers divisie naar Taylor met dit doel voor ogen. Taylor protesteerde tegen dit plan. De onzekerheid over de exacte locatie van de aanvoerlijnen en de ongunstige terreinomstandigheden werken in het nadeel van een succesvolle aanval. Hij wilde liever zijn troepen inzetten tegen New Orleans die vrijwel onverdedigd was omdat de Noordelijken onder Nathaniel P. Banks tegen Port Hudson optrokken. Zijn voorstel werd afgewezen. Taylor vertrok met zijn troepen via de Red River naar Richmond, Louisiana.

## De slag

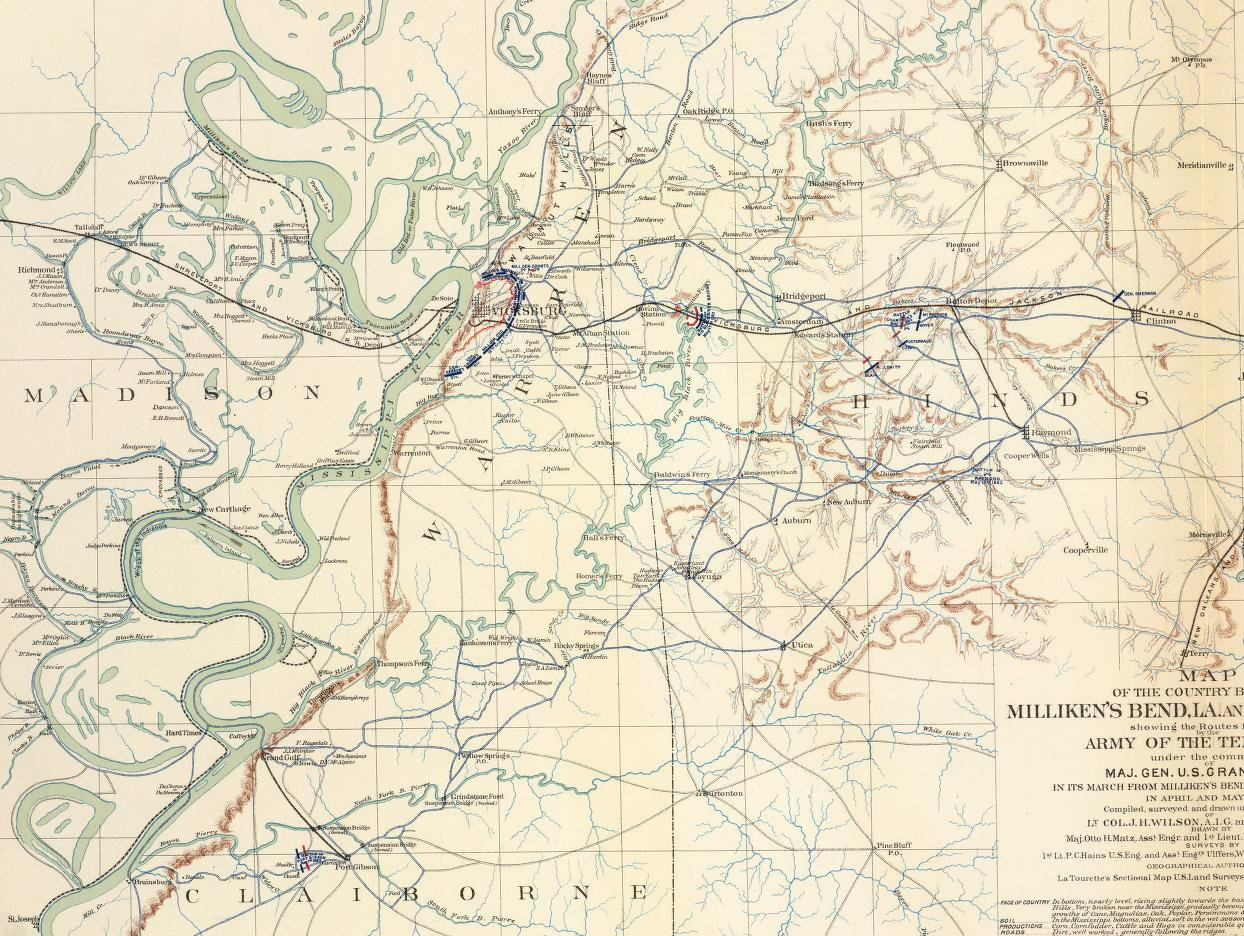
Kaart van de regio rond Vicksburg van Milliken's Bend tot Jackson, Mississippi

In de ochtend van 6 juni verkenden kolonel Hermann Lieb met zijn African brigade en twee compagnies van de 10th Illinois Cavalry de regio rond Richmond. Op ongeveer 5 km van Richmond, bij de Tallulah spoorwegdepot, vielen ze Zuidelijken aan. Na een kort gevecht trokken ze zich terug omdat ze de omvang van de vijandelijke strijdmacht niet kenden. Terwijl ze zich terugtrokken, zagen ze Noordelijke cavalerie achtervolgd worden door Zuidelijken. Lieb formeerde zijn slaglinie, verdreef de Zuidelijken en redde de cavalerie. Daarna trok hij zich verder terug naar Milliken's Bend en stuurde boodschappers naar zijn superieuren. De 23rd Iowa en twee kanonneerboten werden als versterking gestuurd.
Op 6 juni rond 19.00 uur vertrok Walker vanuit Richmond. Rond middernacht bereikten zijn troepen Oaklawn Plantation op ongeveer 12 km van Milliken’s Bend. Hij splitste zijn strijdmacht op en stuurde een brigade onder leiding van brigadegeneraal Henry E. McCulloch naar Milliken’s Bend. Daarnaast stuurde hij een brigade onder leiding van brigadegeneraal James M. Hawes naar Young's Point. Hij hield één brigade in reserve bij Oaklawn Plantation.
Rond 03.00 uur op 7 juni vielen de Zuidelijken de Noordelijke voorposten aan en verdreven ze. Na het uitwisselen van verschillende salvo’s gingen de soldaten over tot man-tegen-mangevechten. De Zuidelijken flankeerden de Noordelijken en brachten zware verliezen toe aan hun gelederen. De Noordelijken trokken zich terug naar de oerver. Op dit moment arriveerden de USS Choctaw en de USS Lexington en namen de Zuidelijke eenheden onder vuur. De gevechten duurden voort tot rond de middag waarna de Zuidelijken zich terugtrokken. De Zuidelijken waren er niet in geslaagd om de Noordelijke aanvoerlijnen veel schade toe te brengen. Het Beleg van Vicksburg duurde voort.